# امی فن
امی فن (انگلیسی: Amy Fan; ۲۸ مهٔ ۱۹۷۱ –) یک بازیگر اهل هنگ کنگ است.